# Infériorité numérique
L' infériorité numérique (short-handed ou Penalty killing en anglais), au hockey sur glace, est le désavantage numérique d'une équipe par rapport à son adversaire à cause d'une ou plusieurs pénalité(s) reçue(s). Lorsqu'une équipe en désavantage numérique finit par écouler toutes les pénalités sans que l'équipe adverse compte de but, on dit de l'équipe qui était en désavantage numérique qu'elle a tué la pénalité.
Il n'existe que trois possibilités d'infériorité numérique :
- le 4 contre 5
- le 3 contre 4
- le 3 contre 5 (double infériorité numérique).

## Tactique
En situation d'infériorité numérique, une équipe doit rester patiente et essayer de ne pas prendre de but, en attendant la fin de la pénalité. Pour gagner du temps, la méthode la plus simple est de récupérer le palet, d'attendre une pression de l'équipe adverse, et de l'envoyer à l'autre bout de la patinoire (une équipe en infériorité n'étant pas astreinte à la règle du dégagement interdit).

## Records
Mike Richards, joueur des Kings de Los Angeles, est le seul joueur de l'histoire de la LNH à avoir marqué 3 buts en double infériorité numérique.